# Desa Lombu
Desa Lombu är en administrativ by i Indonesien.   Den ligger i provinsen Nusa Tenggara Timur, i den södra delen av landet, 1 400 km öster om huvudstaden Jakarta. Desa Lombu ligger på ön Pulau Sumba.